# Gare de Merxheim
La gare de Merxheim est une gare ferroviaire française de la ligne de Strasbourg-Ville à Saint-Louis, située sur le territoire de la commune de Merxheim dans le département du Haut-Rhin en région Grand Est.
Elle est mise en service en 1841 par la Compagnie du chemin de fer de Strasbourg à Bâle. C'est une halte voyageurs de la Société nationale des chemins de fer français (SNCF) du réseau TER Grand Est, desservie par des trains express régionaux.

## Situation ferroviaire
La gare de Merxheim est située au point kilométrique (PK) 84,069 de la ligne de Strasbourg-Ville à Saint-Louis, entre les gares de Rouffach et de Raedersheim. Elle est établie à 213 mètres d'altitude.

## Histoire
La « station de Merxheim » est mise en service le 15 août 1841 par la Compagnie du chemin de fer de Strasbourg à Bâle, lorsqu'elle ouvre à l'exploitation la section de Colmar à Mulhouse. Elle est établie sur le territoire du ban communal de Merxheim, qui compte 805 habitants.
Du 15 août 1841 au 31 mai 1842, la station de Merxheim délivre des billets à 4 394 voyageurs pour une recette de 5 508,60 francs, auquel s'ajoute 63,40 francs pour le service des bagages et marchandises.

## Fréquentation
De 2015 à 2024, selon les estimations de la SNCF, la fréquentation annuelle de la gare s'élève aux nombres indiqués dans le tableau ci-dessous.
| Année     | 2015   | 2016   | 2017   | 2018   | 2019   | 2020   | 2021   | 2022   | 2023   | 2024   |
| --------- | ------ | ------ | ------ | ------ | ------ | ------ | ------ | ------ | ------ | ------ |
| Voyageurs | 49 348 | 48 339 | 51 771 | 53 512 | 56 389 | 41 381 | 50 090 | 60 453 | 78 126 | 82 580 |

## Service des voyageurs

### Accueil
Halte SNCF, c'est un point d'arrêt non géré (PANG) à accès libre. Elle est équipée de deux quais avec abris et panneaux lumineux.

### Desserte
Merxheim est une halte voyageurs SNCF du réseau TER Grand Est desservie par des trains express régionaux de la relation : Strasbourg-Ville, ou  Colmar, - Mulhouse Ville.

### Intermodalité
Un parc pour les vélos et un parking pour les véhicules y sont aménagés. 